# Un drôle de colonel
Pour plus de détails, voir Fiche technique et Distribution.
Un drôle de colonel est un film français réalisé par Jean Girault, sorti en 1968.

## Synopsis
Barton et Cutterfeet, deux truands londoniens, s'associent avec Marina, une strip-teaseuse, afin de réussir des gros coups. Mais l'arrivée d'un rival qui signe ses délits « L'Ange » leur ôte tous les bénéfices. Les trois amis espèrent bien prendre leur revanche lors du vol d'un diamant.

## Fiche technique
- Réalisation : Jean Girault
- Scénario : Jean Girault, Jacques Vilfrid
- Dialogues : Jacques Vilfrid
- Photographie : Charly Willy-Gricha
- Montage : Jean-Michel Gautier
- Musique : Raymond Lefevre
- Décors : Sydney Bettex
- Son : René Sarazin
- Directeur de production : Guy Lacourt
- Sociétés de production : Les Productions Belles Rives, Société Nouvelle de Cinématographie (SNC)
- Sociétés de distribution : Société Nouvelle de Cinématographie (SNC)
- Pays de production :  France
- Langue : Français
- Format : Couleur (Eastmancolor) - Son : Mono
- Genre : Comédie
- Durée : 86 minutes (1 h 26)
- Date de sortie : 
  - France : 24 avril 1968

## Distribution
- Jean Yanne : Sneck Barton
- Jean Lefebvre : Jo Cutterfeet
- Pascale Roberts : Marina
- Maria Pacôme : Aurélia / Angéla "l'ange"
- Michel Galabru : Le colonel
- Michel Ardan : Le rédacteur en chef
- Yves Barsacq : Le patron du pub
- Florence Blot : Aurélia Hortense Tits
- Jacques Dynam : Le policeman
- Françoise Girault : Terry
- Jean Le Poulain : Le pasteur
- Robert Rollis : Le crieur vendeur de journaux
- Pierre Tornade : Un inspecteur
- Jean Valmont : Smith, le journaliste
- Henri Virlojeux : Le savant